# Giuseppe Papaleoni
Giuseppe Papaleoni (Daone, 18 agosto 1863 – Piano di Sorrento, 22 febbraio 1943) è stato uno storico italiano.
Nasce a Daone da Francesco e da Elisa Alimonta. A metà degli anni settanta dell'Ottocento la sua famiglia si trasferisce a Condino per un breve periodo e poi a Trento definitivamente.

## Biografia
Dal 1874 al 1877 frequenta i primi tre anni di studi secondari a Cremona e poi completa gli studi ginnasiali a Trento presso l'attuale Liceo classico Giovanni Prati, dove consegue il diploma di maturità nel 1882. In quello stesso anno si iscrive alla facoltà di Lettere presso il Regio Istituto di studi superiori di Firenze e nel 1885 consegue il diploma di laurea in «Archivistica e Paleografia». Dall'anno successivo lavora presso l'Archivio di Stato di Firenze e poi presso quello di Massa Carrara dove conosce Elvina Lupacchini che poi sposerà. Nel 1890 ottiene la Cattedra di «Storia, geografia, diritti e doveri» presso la Scuola Normale maschile di Messina. Nel 1892 a Napoli, dove si trasferisce, gli viene assegnata la Cattedra di Storia e Geografia al Regio istituto tecnico Giovanni Battista Della Porta. Dal 1911 al 1914 fa parte della "Giunta per l'istruzione media" nel Consiglio superiore della pubblica istruzione di Roma. Nel novembre del 1918 si trasferisce a Trento, appena divenuto territorio italiano, dove opera in qualità di capo dell'ufficio scolastico della Venezia tridentina (Provveditore agli studi) fino al dicembre 1920. Torna quindi a Napoli dove dal 1925 al 1933 ricopre l'incarico di Direttore dell'Istituto magistrale froebeliano. In pensione dal 1933 muore il 22 febbraio 1943 a Piano di Sorrento. Il 24 febbraio 1946 i suoi resti mortali vengono traslati a Napoli nel cimitero di Poggioreale.

## Incarichi e onorificenze
Ricoprì i seguenti incarichi:
- dal 1888 membro della Regia deputazione di storia patria per la Toscana, Umbria e le Marche;
- dal 1890 socio dell'Accademia degli Agiati di Rovereto;
- dal 1892  socio corrispondente dell'Archivio Storico Italiano di Firenze;
- dal 1894 socio corrispondente della Regia deputazione veneta di storia patria

e venne insignito delle seguenti onorificenze:
- onorificenza di commendatore dell'Ordine della Corona d'Italia;
- cavaliere dell'Ordine dei Santi Maurizio e Lazzaro.

## Opere
Tutte le sue opere vennero raccolte e recentemente ripubblicate in cinque volumi da «Il Chiese» 
- n. 1 - Condino nella storia, a cura di F. Bianchini, pp. 168, Storo 1989
- n. 2 - Le chiese di Condino, a cura di F. Bianchini, pp. 360, Storo 1990
- n. 3 - I Lodron, a cura di G. Poletti, pp. 310, Storo 1994
- n. 4 - Per la Valle del Chiese, a cura di F. Bianchini e G. Poletti, pp. 184, Storo 1999
- n. 5 - Le più antiche carte della Valle del Chiese, a cura di F. Bianchini, pp. 144, Storo 1999